# Heraklion (regional enhed)
Heraklion (græsk: Περιφερειακή ενότητα Ηρακλείου) er en af de fire regionale enheder på Kreta. Hovedstaden er byen Iraklio (Heraklion).

## Geografi
Den regionale enhed i Heraklion grænser op til de regionale enheder i Rethymno mod vest og Lasithi mod øst. Der er landbrugsarealer ligger i de centrale og nordlige dele, ved kysten og i dale. Bjergene dominerer resten af den regionale enhed, især syd. De vigtigste bjerge er dele af Ida- eller Idi -bjergene mod vest og Asterousia i syd. Den regionale enhed omfatter øen Dia mod nord.
Bortset fra bjergene, der har milde til kølige vintre i modsætning til det nordlige Grækenland, dominerer det varme middelhavsklima den regionale enhed.

## Oldtidshistorie
I Heraklion-området er der en række betydningsfulde neolitiske og minoiske bosættelser, især de gamle paladskomplekser i Knossos og Phaistos. Mens begge arkæologiske fundsteder viser neolitisk beboelse fra 7000 f.Kr., er det de rige fund fra den minoiske civilisation, der blomstrede cirka 2800 til 1450 f.Kr., der har størst videnskabelig opmærksomhed.
Vigtige gamle byer er:
- Knossos
- Phaistos
- Gortys
- Tylissos
- Malia
- Lyttos
- Amnisos
- Kaloi Limenes
- Heraklion

## Administration
Den regionale enhed Heraklion er opdelt i 8 kommuner. Disse er (nummeret refererer til kortet i infoboksen): 
- Archanes-Asterousia (2)
- Faistos (7)
- Gortyna (4)
- Heraklion (Irakleio, 1)
- Hersonissos (Chersonisos, 8)
- Malevizi (5)
- Minoa Pediada (6)
- Viannos (3)

### Præfektur
Heraklion-præfekturet (græsk: Νομός Ηρακλείου) blev oprettet i 1915, efter at Kreta sluttede sig til resten af Grækenland. Som en del af Kallikratis-regeringsreformen i 2011 blev den regionale enhed Heraklion oprettet ud af det tidligere præfektur der havde samme udstrækning som den nuværende regionale enhed. Samtidig blev kommunerne omorganiseret i henhold til nedenstående tabel.
| Ny kommune                | Gamle kommuner    | Sæde         |
| ------------------------- | ----------------- | ------------ |
| Archanes-Asterousia       | Archanes          | Peza         |
| Archanes-Asterousia       | Asterousia        | Peza         |
| Archanes-Asterousia       | Nikos Kazantzakis | Peza         |
| Faistos                   | Zaros             | Moires       |
| Faistos                   | Moires            | Moires       |
| Faistos                   | Tympaki           | Moires       |
| Gortyna                   | Gortyna           | Agioi Deka   |
| Gortyna                   | Agia Varvara      | Agioi Deka   |
| Gortyna                   | Kofinas           | Agioi Deka   |
| Gortyna                   | Rouvas            | Agioi Deka   |
| Heraklion (Irakleio)      | Heraklion         | Heraklion    |
| Heraklion (Irakleio)      | Gorgolainis       | Heraklion    |
| Heraklion (Irakleio)      | Nea Alikarnassos  | Heraklion    |
| Heraklion (Irakleio)      | Paliani           | Heraklion    |
| Heraklion (Irakleio)      | Temenoer          | Heraklion    |
| Hersonissos (Chersonisos) | Hersonissos       | Gournes      |
| Hersonissos (Chersonisos) | Episkopi          | Gournes      |
| Hersonissos (Chersonisos) | Gouves            | Gournes      |
| Hersonissos (Chersonisos) | Malia             | Gournes      |
| Malevizi                  | Gazi              | Gazi         |
| Malevizi                  | Krousonas         | Gazi         |
| Malevizi                  | Tylisos           | Gazi         |
| Minoa Pediada             | Arkalochori       | Evangelismos |
| Minoa Pediada             | Thrapsano         | Evangelismos |
| Minoa Pediada             | Kasteli           | Evangelismos |
| Viannos                   | Viannos           | Ano Viannos  |